# Regatul Aquitaniei
Regatul Aquitaniei, formațiune statală medievală ce cuprindea aproximativ teritoriul provinciei istorice Aquitania, situată în sud-vestul Franței.
Teritoriul Aquitaniei este organizat în regat semi-independent de Dagobert I, rege al francilor în 629, numindu-l pe fratele său Charibert al II-lea în fruntea acestuia. După moartea lui Charibert (631 sau 632) și a fiului său Chilperich, asasinat la ordinul unchiului său în 632, regatul este condus de mai mulți feudali merovingieni cu titlul de duci, titlul regal purtându-l, cu întreruperi, numai Eudes cel Mare. 
Odată cu uzurparea tronului de către Pépin cel Scurt, ducii Aquitaniei caută să obțină independența față de regii franci revoltându-se periodic împotriva acestora, fiind înfrânți și executați.
Regatul este reorganizat de Carol cel Mare pe fostul teritoriu al regatului merovingian al Aquitaniei. Teritoriul este anexat definitiv după decapitarea ducelui Lupus al II-lea în 778 și dat fiului său Ludovic în anul 781, însă regatul devine independent abia cu fiul acestuia Pépin care, la moartea tatălui său, reclamă această parte a imperiului. În tentativa de a scoate regatul din sfera de influență a Imperiului Romano-German luptă împotriva fratelui său mai mare Lothar, apoi, ca și fiul său, se aliază cu regii Italiei și cu ducii Bretaniei împotriva regilor francezi. Drept urmare, Carol al II-lea cel Pleșuv, rege al Franței cucerește regatul Aquitaniei, iar în 855 îl depune pe Pépin al II-lea atribuind regatul fiului său Carol.
După moartea acestuia prematură, titlul este moștenit de fratele său Ludovic care alipește teritoriul Aquitaniei la domeniile regatului franc la urcarea sa pe tron ca Ludovic al II-lea. În 879, regatul este iarăși obiectul partajării între succesori, revenindu-i lui Carloman.
După suirea acestuia pe tronul francilor în 882, regatul revine la statutul de stat inclus în domeniile regilor francilor, devenind, în timp, odată cu dezvoltarea ducatului Aquitaniei și fărâmițarea feudală specifică epocii carolingiene, doar un titlu. Ultimul rege al Aquitaniei a fost numit Ludovic al V-lea cel Trândav de către fratele său Lothar, odată cu asocierea la domnie în 979, însă renunță trei ani mai târziu, pentru ca, în 986 să urce pe tronul Franței. Odată cu acesta Dinastia Carolingienilor se stinge iar noua familie ce succede la tron renunță definitiv la titulatura de rege al Aquitaniei.

## Regi ai Aquitaniei
Regi și duci din perioada Merovingiană
| 584 - ?           | Gundowald                                  |
| ? - ?             | Necunoscut                                 |
| 629 - 631/632     | Charibert al II-lea rege                   |
| 631/632 - 632     | Chilperich rege                            |
| 632 - 675         | Boggis                                     |
| c660 - 688        | Felix                                      |
| 675/688 - 700/714 | Lupus (Loup) I                             |
| 688/700 - 735     | Eudes cel Mare rege                        |
| 735 - 748         | Hunald (Hunoald, Hunold, Hunaud, Chunoald) |
| 748 - 767/768     | Waifar (Waifre, Gaifier)                   |
| 768 - 771         | Carloman                                   |
| 768 - 778         | Lupus (Loup) al II-lea                     |

Dinastia Carolingiană
| 781 - 817 | Ludovic I cel Pios           |
| 817 - 838 | Pépin I                      |
| 838 - 848 | Pépin al II-lea              |
| 848 - 853 | cucerit de regii Franței     |
| 853 - 855 | Pépin al II-lea              |
| 855 - 866 | Carol Copilul                |
| 866 - 879 | Ludovic al II-lea cel Gângav |
| 879 - 884 | Carloman al II-lea           |
| 884 - 979 | inclus în Regatul Franței    |
| 979 - 982 | Ludovic al V-lea cel Trândav |